# Cybill Shepherd
Cybill Shepherd (Født 18. februar 1950 i Memphis, Tennessee) er en Golden Globe-vindende skuespiller, sanger og tidligere model fra USA, muligvis bedste kendt for sin rolle i Taxi Driver hvor hun spillede overfor Robert De Niro.
I 2003 var Shepherd gæste-skuespiller i 8 Simple Rules. Shepherd har spillet rollen som Martha Stewart i to TV-film: Martha, Inc.: The Story of Martha Stewart fra 2003 og i Martha: Behind Bars fra 2005. Siden 2007, har Shepherd været at se i Showtime-dramaserien The L Word som karakteren Phyllis Kroll. Den 7. november 2008, rapporterede TV Guide at Shepherd skulle være gæste-skuespiller i en episode af tv-serien Criminal Minds på CBS. Gennem hele sin skuespiller-karriere har Shepherd været en frittalende aktivist for homofiles rettigheder, og for selvbestemt abort. 
I 2009 blev Shepherd hædret af Human Rights Campaign i Atlanta ved at modtage en ligestillingspris. Hun har vært en forkæmper for ægteskab mellem homofile. Shepard var gift med David M Ford og datteren Clementine Ford blev født i 1979, men ægteskabet endte i skilsmisse i 1982. I 1987 blev Sheperd gravid med kiropraktor Bruce Oppenheim og giftede sig med ham. Hun fødte tvillingene Cyrus Zachariah og Molly Ariel Shepherd-Oppenheim under den fjerde sæson af tv-serien Moonlighting som hun var med i. Parret blev skilt i 1990.